# Diego Rubio
Diego Rubio (Santiago, 1993. május 15. –) chilei válogatott labdarúgó, az amerikai Austin csatára.

## Pályafutása

### Klubcsapatokban
Rubio a chilei Santiago városában született. Az ifjúsági pályafutását a helyi Universidad Católica csapatában kezdte, majd 2007-ben a Colo-Colo akadémiájánál folytatta.
2010-ben mutatkozott be a Colo-Colo felnőtt csapatában. 2011-ben a portugál első osztályban szereplő Sporting CP-hez igazolt. 2013-ban a román Pandurii Târgu Jiu, míg 2014-ben a norvég Sandnes Ulf csapatát erősítette kölcsönben. 2015 augusztusában a spanyol Real Valladolidhoz szerződött. A 2016-os szezonban az észak-amerikai első osztályban érdekelt Sporting Kansas City csapatánál szerepelt, szintén kölcsönben. 2016. április 3-án, a Real Salt Lake elleni mérkőzés 80. percében Bradley Davist váltva debütált a klub színeiben. Első gólját 2016. április 28-án, a Vancouver Whitecaps ellen 1–1-es döntetlennel zárult találkozón szerezte. 2016. szeptember 1-jén a lehetőséggel élve a klubhoz igazolt. 2018. december 18-án a Colorado Rapids együtteséhez szerződött. Először a 2019. március 3-ai, Portland Timbers elleni bajnokin lépett pályára. Első gólját 2019. március 18-án, a Sporting Kansas City ellen 1–1-es döntetlennel zárult mérkőzésen szerezte. 2024 februárjában az Austin szerződtette.

### A válogatottban
Rubio 2013-ban 8 mérkőzés erejéig tagja volt a chilei U20-as válogatottnak.
2011-ben debütált a chilei válogatottban. 2011. június 23-án, Paraguay ellen 0–0-ás döntetlennel zárult barátságos mérkőzésen lépett pályára.

## Statisztikák
2023. május 14. szerint
| Klub                            | Szezon   | Osztály          | Bajnokság | Bajnokság | Kupa  | Kupa | Nemzetközi | Nemzetközi | Összesen | Összesen |
| Klub                            | Szezon   | Osztály          | Meccs     | Gól       | Meccs | Gól  | Meccs      | Gól        | Meccs    | Gól      |
| ------------------------------- | -------- | ---------------- | --------- | --------- | ----- | ---- | ---------- | ---------- | -------- | -------- |
| Colo-Colo                       | 2011     | Primera División | 8         | 3         | 0     | 0    | 2          | 3          | 10       | 6        |
| Sporting CP                     | 2011–12  | Primeira Liga    | 9         | 1         | 0     | 0    | 6          | 0          | 15       | 1        |
| Sporting CP                     | 2012–13  | Primeira Liga    | 2         | 0         | 0     | 0    | 0          | 0          | 2        | 0        |
| Sporting CP                     | 2014–15  | Primeira Liga    | 0         | 0         | 1     | 0    | 0          | 0          | 1        | 0        |
| Sporting CP                     | Összesen | Összesen         | 11        | 1         | 1     | 0    | 6          | 0          | 18       | 1        |
| Pandurii Târgu Jiu (kölcsönben) | 2013–14  | Liga 1           | 4         | 0         | 0     | 0    | —          | —          | 4        | 0        |
| Sandnes Ulf (kölcsönben)        | 2014     | Tippeligaen      | 26        | 8         | 0     | 0    | —          | —          | 26       | 8        |
| Real Valladolid                 | 2015–16  | Segunda División | 13        | 0         | 0     | 0    | —          | —          | 13       | 0        |
| Sporting Kansas City            | 2016     | MLS              | 15        | 1         | 2     | 1    | 3          | 1          | 20       | 3        |
| Sporting Kansas City            | 2017     | MLS              | 17        | 6         | 3     | 1    | —          | —          | 20       | 7        |
| Sporting Kansas City            | 2018     | MLS              | 23        | 10        | 2     | 0    | —          | —          | 25       | 10       |
| Sporting Kansas City            | Összesen | Összesen         | 55        | 17        | 7     | 2    | 3          | 1          | 65       | 20       |
| Colorado Rapids                 | 2019     | MLS              | 26        | 11        | 1     | 1    | —          | —          | 27       | 12       |
| Colorado Rapids                 | 2020     | MLS              | 17        | 3         | 0     | 0    | —          | —          | 17       | 3        |
| Colorado Rapids                 | 2021     | MLS              | 27        | 5         | 0     | 0    | —          | —          | 27       | 5        |
| Colorado Rapids                 | 2022     | MLS              | 30        | 16        | 1     | 0    | 2          | 0          | 33       | 16       |
| Colorado Rapids                 | 2023     | MLS              | 8         | 1         | 0     | 0    | —          | —          | 8        | 1        |
| Colorado Rapids                 | Összesen | Összesen         | 108       | 36        | 2     | 1    | 2          | 0          | 112      | 37       |
| Összesen                        | Összesen | Összesen         | 225       | 65        | 1     | 3    | 13         | 4          | 248      | 72       |

## Sikerei, díjai
Sporting Kansas City
- US Open Cup
  - Győztes (1): 2017